# Chery QQ
Le Chery QQ (nom de code S11) est une voiture produite par le fabricant chinois Chery Automobile, depuis 2003. Elle porte aujourd'hui le nom de Chery QQ3 en Chine. Cette QQ3 se décline elle-même depuis 2006 en une variante trois volumes (coffre apparent) appelée Chery QQ6. 
En Chine, la voiture est vendue entre 30 000 et 45 000 yuans et connaît un vrai succès dans son pays d'origine. Avec environ 150 000 ventes par an en Chine, il s'agit de la Chery la plus diffusée.
En Iran, la voiture est assemblée sur place et remplace la Matiz construite par l'entreprise Kerman.
Le Chery QQ est disponible dans deux motorisations :
- 0,8 litre SQR372 I3 DOHC 12v — 38 kW à 6 000 tr/min, 70 N m à 3 500 tr/min ;
- 1,1 litre SQR472F I4 DOHC 16v — 50 kW à 6 000 tr/min, 90 N m à 3 500 tr/min.

La voiture a été au centre d'une controverse industrielle, depuis que General Motors a fait savoir sa ressemblance technique avec sa Spark/Matiz (auparavant, Daewoo Matiz). 
148 259 exemplaires vendues en 2011.